# Patricia Robertson
Pour les articles homonymes, voir Robertson.
Patricia Consolatrix Hilliard Robertson est une aspirante astronaute américaine née le 12 mars 1963 et décédée le 24 mai 2001.

## Biographie
En 1997, elle rejoint le Centre spatial Lyndon B. Johnson (JSC) en tant que médecin et est sélectionnée en 1998 comme spécialiste de mission. Elle est assignée dans l'équipe de soutien pour le second équipage en partance pour l'ISS. Le 24 mai 2001, son avion privé s'écrase, la laissant avec des blessures critiques. Immédiatement, elle est transportée au Memorial Hermann Hospital à Houston. Elle y restera jusqu'à sa mort.

## Vols réalisés
Pilote d'avions confirmée, elle avait plus de 1500 heures de vol à son actif. Elle mourut avant d'avoir effectué son premier vol spatial.